# Cochlidiosperma triloba
Cochlidiosperma triloba là một loài thực vật có hoa trong họ Mã đề. Loài này được (Opiz) D.Y.Hong & S.Nilsson mô tả khoa học đầu tiên năm 1983.